# Grand Prix automobile d'Interlagos 1948
Le Grand Prix automobile d'Interlagos 1948 (III Grande Prêmio de Interlagos) est un Grand Prix qui s'est tenu sur le circuit d'Interlagos le 21 mars 1948.

## Classement de la course
| Pos. | Pilote                | Écurie                | Châssis             | Tours | Temps/Abandon                 | Grille |
| ---- | --------------------- | --------------------- | ------------------- | ----- | ----------------------------- | ------ |
| 1    | Chico Landi           | Privé                 | Alfa Romeo Tipo 308 | 25    | 1 h 38 min 59 s (122,07 km/h) |        |
| 2    | « Raph »              | Écurie Naphtra Course | Alfa Romeo Tipo 308 |       |                               |        |
| 3    | Benedito Lopes        | Privé                 | Maserati            |       |                               |        |
| 4    | Inconnu               | ?                     | ?                   |       |                               |        |
| 5    | Andres Fernández      | Privé                 | Maserati 6CM        |       |                               |        |
| Abd. | Carlo Maria Pintacuda | Écurie Naphtra Course | Maserati 4CL        |       |                               |        |
| Abd. | Gabriele Besana       | Privé                 | Ferrari 166SC       |       |                               |        |
| Abd. | Achille Varzi         | Privé                 | Alfa Romeo 12C-37   |       |                               |        |

- Légende: Abd.=Abandon - Np.=Non partant.